# Sangiaccato di Dedeagach
Il sangiaccato di Dedeagach o Dedeagatch (in turco ottomano: Liva-i Dedeağaç, in greco Υποδιοίκησις Δεδέαγατς?), originariamente conosciuto nel 1878-1884 come Sangiaccato di Dimetoka (Liva-i Dimetoka, Υποδιοίκησις Διδυμοτείχου), era una provincia di secondo livello (sangiaccato/sanjak) dell'Impero ottomano in Tracia, facente parte del Vilayet di Adrianopoli. La sua capitale era Dedeağaç, l'odierna città greca di Alessandropoli.

## Storia e divisione amministrativa
Il sangiaccato venne creato nel 1878 dal territorio dei sangiaccati di Gallipoli e Adrianopoli, così come dall'isola di Samotracia, che fino ad allora era appartenuta al Vilayet dell'Arcipelago. La capitale era originariamente situata a Dimetoka (Didymoteicho), ma fu trasferita a Dedeağaç (Alexandroupoli) nel 1884. Dimetoka stessa passò in seguito al sangiaccato di Adrianopoli.
Comprendeva tre sotto-province o kaza, che erano ulteriormente suddivise in nahiya:
- Kaza di Dedeağaç (moderna Alexandroupoli): Ferecik, Mekri, Sahinler, Samotracia (in turco Semendrek), Doğanhišar
- Kaza di Sofulu (moderna Soufli): Pitikli, Pessani/Pisman, Kamberler-i Bala, Dervent, Ede, Ipsala
- Kaza di Enez: Enez o Koca Ali.

Di questi, la kaza di Dedeağaç e la gran parte della kaza di Sofulu si trova oggi in Grecia, mentre la kaza di Enez insieme a parti della kaza di Sofulu ad est del fiume Evrossi trova in Turchia.
Il sangiaccato sopravvisse fino a quando non fu occupato dalle truppe bulgare nella prima guerra balcanica (1912-1913), dopo di che la parte occidentale dell'Evros divenne una provincia bulgara (e dopo il 1919 greca), mentre quella orientale rimase sotto il controllo turco (a eccezione del periodo 1919-1922, quando fu sotto il controllo alleato e poi greco).